# Sophie Tirtiaux
Sophie Tirtiaux, né en 1982 à Huy (Belgique), est une joueuse belge de basket-ball

## Carte d'identité
- Taille : 1,82 m
- Poste : 3 (ailière)/ 4 (pivot)
- Surnom : -
- Internationale : Cadette ('81 et '82) Juniore (U20)

## Biographie
Elle a commencé le basket au BC First Andenne avant d'aller au BCSS Namur à l'âge de 12 ans car le club d’Andenne ne comportait plus d’équipe féminine.
Dès sa deuxième saison au BCSS, elle fit ses premiers pas en équipe première aux côtés de Marie An Caers, Cathy Populaire, et autres.
En 2000, elle est partie aux États-Unis pour un échange Rotary. Là, elle a joué pour le lycée (High School) d’Urbana, Illinois. Elle est ensuite restée quatre ans de plus à Illinois State University.
À son retour en Belgique, elle a rejoint le Novia Munalux Namur où elle y a joué deux saisons. Le Novia qui aura terminé la saison 2006-2007 par une place en Play-Offs (4e) et une finale de coupe de Belgique face au Dexia Namur.
Pour la saison 2007-2008, elle évolue au Royal Spirou Monceau, équipe montante de R1. Monceau est entraîné par Étienne Louvrier, ex-entraîneur des Spirou Girls de Pont-de-Loup.